# Jaskinia Wiślańska
Jaskinia Wiślańska – jaskinia w Paśmie Wiślańskim w Beskidzie Śląskim. Aktualnie (2017 r.) najdłuższa jaskinia Beskidów i całego fliszu karpackiego. Łączna długość jej korytarzy wynosi 2275 m, a deniwelacja: 41 m (+3,5 m; -37,5 m).

## Położenie
Wejście do jaskini znajduje się na wysokości 890 m n.p.m. w zachodnich zboczach góry Malinów, ponad zamknięciem doliny Malinki, na terenie gminy Brenna.

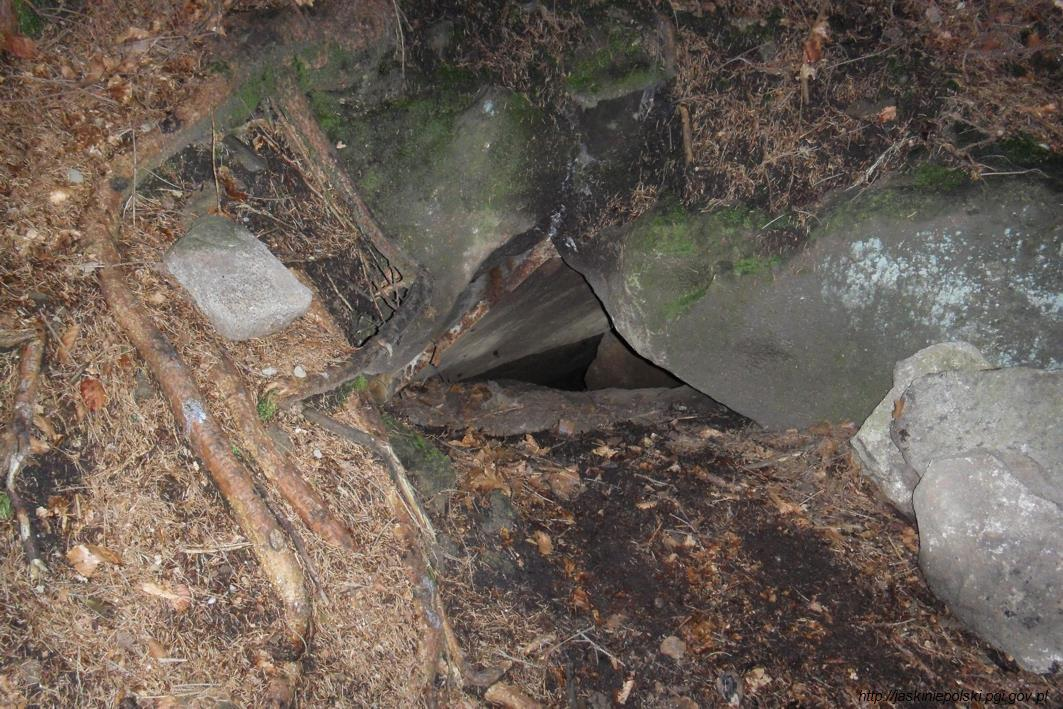
Otwór 1

## Geologia i morfologia
Jaskinia Wiślańska jest jaskinią typu szczelinowego, powstałą na skutek potężnych ruchów masowych (zawaliskowych). Składa się z wielkiego labiryntu większych sal, mniejszych salek, galerii, korytarzy i szczelin, rozwiniętych w kilku kondygnacjach i pogrupowanych w kilkusetmetrowe ciągi. W jaskini znaleziono nietypowe jak na warunki fliszowe nacieki – kalcytowe stalaktyty, draperie, grzybki oraz skupiska niewielkich kryształów gipsu.

## Flora i fauna
Brak danych na temat flory jaskini. W miesiącach zimowych jaskinia jest miejscem hibernacji nietoperzy. Populacja hibernujących tu nietoperzy wynosi kilkadziesiąt osobników (najwięcej 32) z 6 gatunków. Trzy spośród notowanych w jaskini gatunków nietoperzy (podkowiec mały, nocek orzęsiony i nocek duży) ujęte są w załączniku II dyrektywy siedliskowej Unii Europejskiej, a ich obecność stanowi podstawę do wyznaczania obszarów Natura 2000.

## Historia eksploracji
Jaskinię odkrył 20 września 2003 roku Czesław Szura. Na niewielki, zawalony gruzem otwór natrafiono podczas penetrowania niewielkiego osuwiska. Początkowo jaskinia liczyła tylko ok. 30 metrów, rozwijając się ponad otwór (+3,5m). Podczas prac pomiarowych udrożniono jedną ze szczelin, otwierając drogę w głąb systemu, w którym wkrótce uzyskano długość korytarzy ponad 200 m oraz -25 m deniwelacji. Kluczowym okazało się przebycie zacisku (tzw. „Szuflada”), prowadzącego do najgłębszych partii jaskini. Eksploracja tych partii pozwoliła osiągnąć głębokość -37,5 m (tzw. „Nowe Dno”). Ostatnie większe odkrycia pochodzą z zimy 2008/2009 r. Według stanu na kwiecień 2009 r. długość korytarzy wynosiła 1500 m.

## Ochrona jaskini
Wejście do jaskini blokuje stalowa klapa. Jaskinia jest aktualnie zamknięta dla osób niezrzeszonych w klubach jaskiniowych. Wejścia będą organizowane podczas corocznych dni otwartych. W jaskini obowiązuje całkowity zakaz używania oświetlenia karbidowego. Zwiedzanie może odbywać się tylko w obecności jednego z opiekunów jaskini, jednak w najbliższym czasie nie planuje się udostępnienia jaskini do celów sportowo-turystycznych.